# Ysrael Zúñiga
Pour les articles homonymes, voir Zúñiga.
Ysrael Zúñiga, né le 27 août 1976 à Lima au Pérou, est un footballeur péruvien qui évoluait au poste d'attaquant.

## Biographie

### Carrière en club
Formé au Sporting Cristal, Ysrael Zúñiga est champion de 2e division avec le Guardia Republicana en 1995 avant de faire ses débuts en championnat du Pérou, le 7 février 1999, au sein du FBC Melgar face à l'Alianza Atlético (résultat : 1-1). Il gagne une certaine notoriété internationale en marquant 32 buts pour le FBC Melgar lors de sa première saison en D1 en 1999.
Ses succès comme buteur lui valurent un transfert vers le club anglais de Coventry City qui l'acheta pour £750 000 en février 2000. Cependant, il ne marqua que quatre buts en 30 apparitions et deux ans et demi avec le club. Il est alors laissé libre lors de l'été 2002.
Après avoir quitté Coventry il rejoint le club argentin d'Estudiantes, mais peine à retrouver son meilleur niveau. Il retourne alors au Pérou et joue dans divers clubs du pays, dont le Sporting Cristal, où il est sacré champion en 2005. Il tente une expérience sans lendemain au Bursaspor de Turquie en 2008. 
Champion du Pérou avec le Juan Aurich en 2011, il récidive quatre ans plus tard, cette fois-ci au FBC Melgar, où il devient un cadre important de l'équipe qui s'octroie le championnat 2015. Le 25 août 2018, Zúñiga prend sa retraite comme joueur professionnel à l'issue d'un match de championnat face à l'Universidad San Martín de Porres (victoire 3-2) en marquant son 117e but au sein du FBC Melgar, total qui fait de lui le quatrième meilleur buteur historique du club, derrière Eduardo Márquez, Bernardo Cuesta et Genaro Neyra.

### Carrière en équipe nationale
International péruvien de 1999 à 2007, Ysrael Zúñiga compte 21 sélections pour trois buts marqués. Il a notamment joué deux Copa América, en 1999 et 2007, où le Pérou se hisse en quarts de finale à chaque fois. Il a également disputé une Gold Cup, en 2000, où il atteint cette fois-ci les demi-finales.

#### Buts en sélection
| Buts en sélection d'Ysrael Zúñiga | Buts en sélection d'Ysrael Zúñiga | Buts en sélection d'Ysrael Zúñiga                    | Buts en sélection d'Ysrael Zúñiga | Buts en sélection d'Ysrael Zúñiga | Buts en sélection d'Ysrael Zúñiga | Buts en sélection d'Ysrael Zúñiga |
|                                   | Date                              | Lieu                                                 | Adversaire                        | Score                             | Résultat                          | Compétition                       |
| --------------------------------- | --------------------------------- | ---------------------------------------------------- | --------------------------------- | --------------------------------- | --------------------------------- | --------------------------------- |
| 1.                                | 2 juillet 1999                    | Estadio Defensores del Chaco, Asuncion (Paraguay)    | Bolivie                           | 1-0                               | 1-0                               | CA 1999                           |
| 2.                                | 14 février 2000                   | Miami Orange Bowl, Miami (États-Unis)                | Haïti                             | 1-1                               | 1-1                               | GC 2000                           |
| 3.                                | 28 avril 2004                     | Estadio Regional de Antofagasta, Antofagasta (Chili) | Chili                             | 1-1                               | 1-1                               | Amical                            |

NB : Les scores sont affichés sans tenir compte du sens conventionnel en cas de match à l'extérieur (Pérou-Adversaire).

## Statistiques

### En club
| Saison         | Club                 | Championnat national | Championnat national | Championnat national | Coupes nationales | Coupes nationales | Coupes internationales | Coupes internationales | Total  | Total |
| Saison         | Club                 | Division             | Matchs               | Buts                 | Matchs            | Buts              | Matchs                 | Buts                   | Matchs | Buts  |
| -------------- | -------------------- | -------------------- | -------------------- | -------------------- | ----------------- | ----------------- | ---------------------- | ---------------------- | ------ | ----- |
| 1995           | Guardia Republicana  | 2                    | 19                   | 28                   | 0                 | 0                 | 0                      | 0                      | 19     | 28    |
| 1996           | Coronel Bolognesi    | 3                    | 16                   | 27                   | 10                | 13                | 0                      | 0                      | 26     | 40    |
| 1998           | Coronel Bolognesi    | 3                    | 14                   | 20                   | 8                 | 10                | 0                      | 0                      | 22     | 30    |
| 1997           | Sport Agustino       | 2                    | 24                   | 26                   | 0                 | 0                 | 0                      | 0                      | 24     | 26    |
| 1999           | FBC Melgar           | 1                    | 39                   | 32                   | 0                 | 0                 | 0                      | 0                      | 39     | 32    |
| 1999-2000      | Coventry City        | 1                    | 7                    | 2                    | 0                 | 0                 | 0                      | 0                      | 7      | 2     |
| 2000-2001      | Coventry City        | 1                    | 15                   | 1                    | 2                 | 1                 | 0                      | 0                      | 17     | 2     |
| 2001-2002      | Coventry City        | 1                    | 6                    | 0                    | 0                 | 0                 | 0                      | 0                      | 6      | 0     |
| 2002           | Estudiantes          | 1                    | 6                    | 0                    | 0                 | 0                 | 0                      | 0                      | 6      | 0     |
| 2003           | Cruz Azul Hidalgo    | 2                    | 4                    | 0                    | 0                 | 0                 | 0                      | 0                      | 4      | 0     |
| 2003           | Universitario        | 1                    | 6                    | 1                    | 0                 | 0                 | 0                      | 0                      | 6      | 1     |
| 2004           | Universitario        | 1                    | 39                   | 14                   | 0                 | 0                 | 0                      | 0                      | 39     | 14    |
| 2005           | Atlético Universidad | 1                    | 21                   | 3                    | 0                 | 0                 | 0                      | 0                      | 21     | 3     |
| 2005           | Sporting Cristal     | 1                    | 15                   | 5                    | 0                 | 0                 | 0                      | 0                      | 15     | 5     |
| 2006           | Sporting Cristal     | 1                    | 13                   | 2                    | 0                 | 0                 | 0                      | 0                      | 13     | 2     |
| 2007           | FBC Melgar           | 1                    | 35                   | 19                   | 0                 | 0                 | 0                      | 0                      | 35     | 19    |
| 2007-2008      | Bursaspor            | 1                    | 10                   | 2                    | 3                 | 1                 | 0                      | 0                      | 13     | 3     |
| 2008-2009      | Bursaspor            | 1                    | 6                    | 1                    | 3                 | 2                 | 0                      | 0                      | 9      | 3     |
| 2009           | FBC Melgar           | 1                    | 34                   | 14                   | 0                 | 0                 | 0                      | 0                      | 34     | 14    |
| 2010           | Juan Aurich          | 1                    | 31                   | 10                   | 0                 | 0                 | 8                      | 0                      | 39     | 10    |
| 2011           | Juan Aurich          | 1                    | 10                   | 5                    | 1                 | 0                 | 1                      | 0                      | 12     | 5     |
| 2012           | Juan Aurich          | 1                    | 23                   | 6                    | 0                 | 0                 | 6                      | 0                      | 29     | 6     |
| 2013           | FBC Melgar           | 1                    | 33                   | 5                    | 0                 | 0                 | 2                      | 2                      | 35     | 7     |
| 2014           | FBC Melgar           | 1                    | 22                   | 8                    | 10                | 6                 | 0                      | 0                      | 32     | 14    |
| 2015           | FBC Melgar           | 1                    | 33                   | 16                   | 10                | 3                 | 2                      | 0                      | 45     | 19    |
| 2016           | FBC Melgar           | 1                    | 14                   | 3                    | 0                 | 0                 | 1                      | 0                      | 15     | 3     |
| 2017           | FBC Melgar           | 1                    | 25                   | 5                    | 15                | 3                 | 5                      | 0                      | 45     | 8     |
| 2018           | FBC Melgar           | 1                    | 8                    | 1                    | 5                 | 0                 | 0                      | 0                      | 13     | 1     |
| Total carrière | Total carrière       | Total carrière       | 536                  | 256                  | 67                | 39                | 25                     | 2                      | 628    | 297   |

### En sélection
| Année | Nation | Sélections | Buts |
| ----- | ------ | ---------- | ---- |
| 1999  | Pérou  | 7          | 1    |
| 2000  | Pérou  | 10         | 1    |
| 2001  | Pérou  | 0          | 0    |
| 2002  | Pérou  | 0          | 0    |
| 2003  | Pérou  | 1          | 0    |
| 2004  | Pérou  | 1          | 1    |
| 2005  | Pérou  | 0          | 0    |
| 2006  | Pérou  | 0          | 0    |
| 2007  | Pérou  | 2          | 0    |
| Total | Total  | 21         | 3    |

## Palmarès
| Guardia Republicana - Championnat du Pérou D2 (1) : - Champion : 1995. |  | Sporting Cristal - Championnat du Pérou (1) : - Champion : 2005. |  | Juan Aurich - Championnat du Pérou (1) : - Champion : 2011. |  | FBC Melgar - Championnat du Pérou (1) : - Champion : 2015. - Meilleur buteur : 1999 (32 buts). |